# Тур Джорджии
Тур Джорджии (фр. Tour de Georgia) — многодневная шоссейная велогонка, проходящая в конце апреля в США.

## История

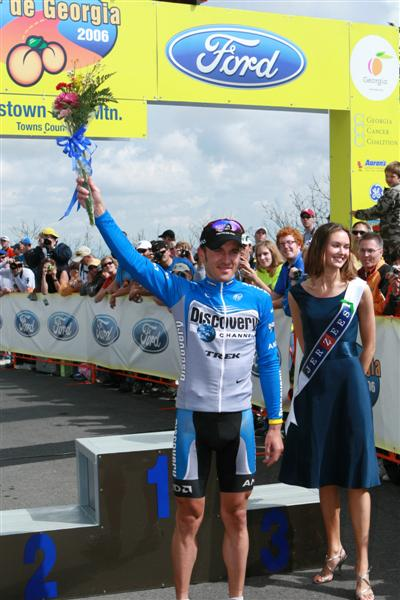
Ярослав Попович во время гонки 2006 года.

Гонка была организована Департаментом экономического развития Джорджии, и впервые была проведена в 2003 году. Целью при создании декларировалась помощь благотворительной «Раковой коалиции Джорджии». Многодневка привела к увеличению в 2003—2006 годах туристического потока штата на 2,3 миллиона человек, были привлечены 26 миллионов долларов. Гонка стала одной из трёх, наряду с Турами Миссури и Калифорнии, североамериканских внекатегорийных многодневок (2.HC), и привлекала внимание ведущих велогонщиков континента. Лэнс Армстронг и Флойд Лэндис выигрывали многодневку, используя её в качестве подготовки к триумфальным для себя Тур де Франс 2004 и 2006 годов соответственно (Лэндис был дисквалифицирован). Кроме общего зачёта, разыгрывались также спринтерская, горная, молодёжная классификации, а также вручался приз самому агрессивному гонщику. 14 ноября 2008 года организаторы сообщили, что Тур Джорджии следующего года не состоится из-за финансовых проблем, связанных с экономическим кризисом. Было заявлено, гонка будет проведена в 2010 году, но и тогда она не состоялась из-за старых причин. Тур Джорджии не был проведён также в 2011 и 2012 годах.

## Призёры
| Год  | Победитель        | Второй                | Третий          |
| ---- | ----------------- | --------------------- | --------------- |
| 2003 | Крис Хорнер       | Фред Родригес         | Натан О'Нил     |
| 2004 | Лэнс Армстронг    | Йенс Фогт             | Крис Хорнер     |
| 2005 | Том Дэниэлсон     | Леви Лайфаймер        | Флойд Лэндис    |
| 2006 | Флойд Лэндис      | Том Дэниэлсон         | Ярослав Попович |
| 2007 | Янез Брайкович    | Кристиан Ванде Вельде | Давид Каньяда   |
| 2008 | Константин Сивцов | Трент Лоу             | Леви Лайфаймер  |